# Polycoccum pulvinatum
Polycoccum pulvinatum är en svampart som tillhör divisionen sporsäcksvampar, och som först beskrevs av Eugen Eitner, och fick sitt nu gällande namn av Rolf Santesson. Polycoccum pulvinatum ingår i släktet Didymocyrtis, och familjen Dacampiaceae. Arten är reproducerande i Sverige.